# 旧芝離宮恩賜庭園

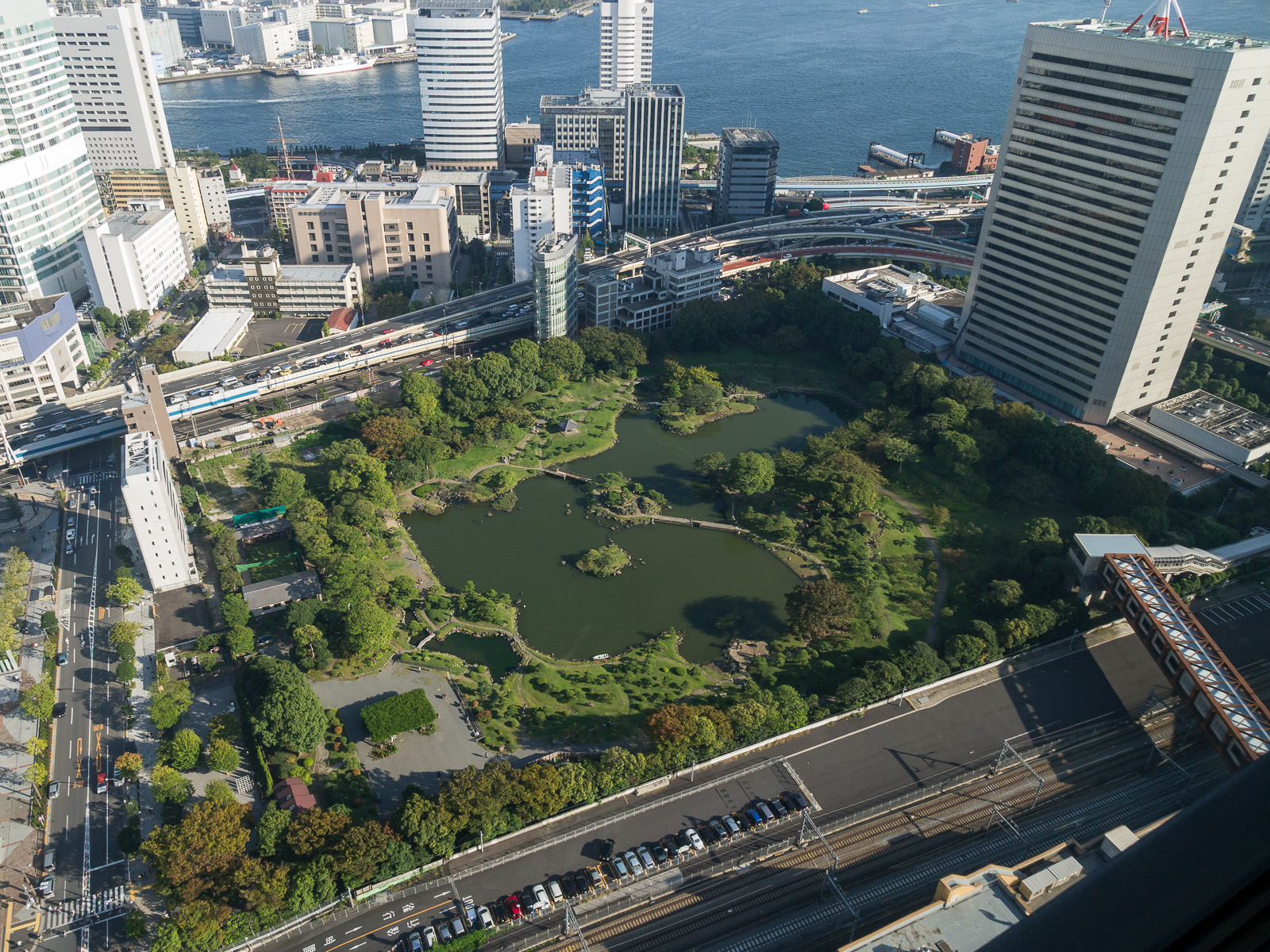
庭園全体図

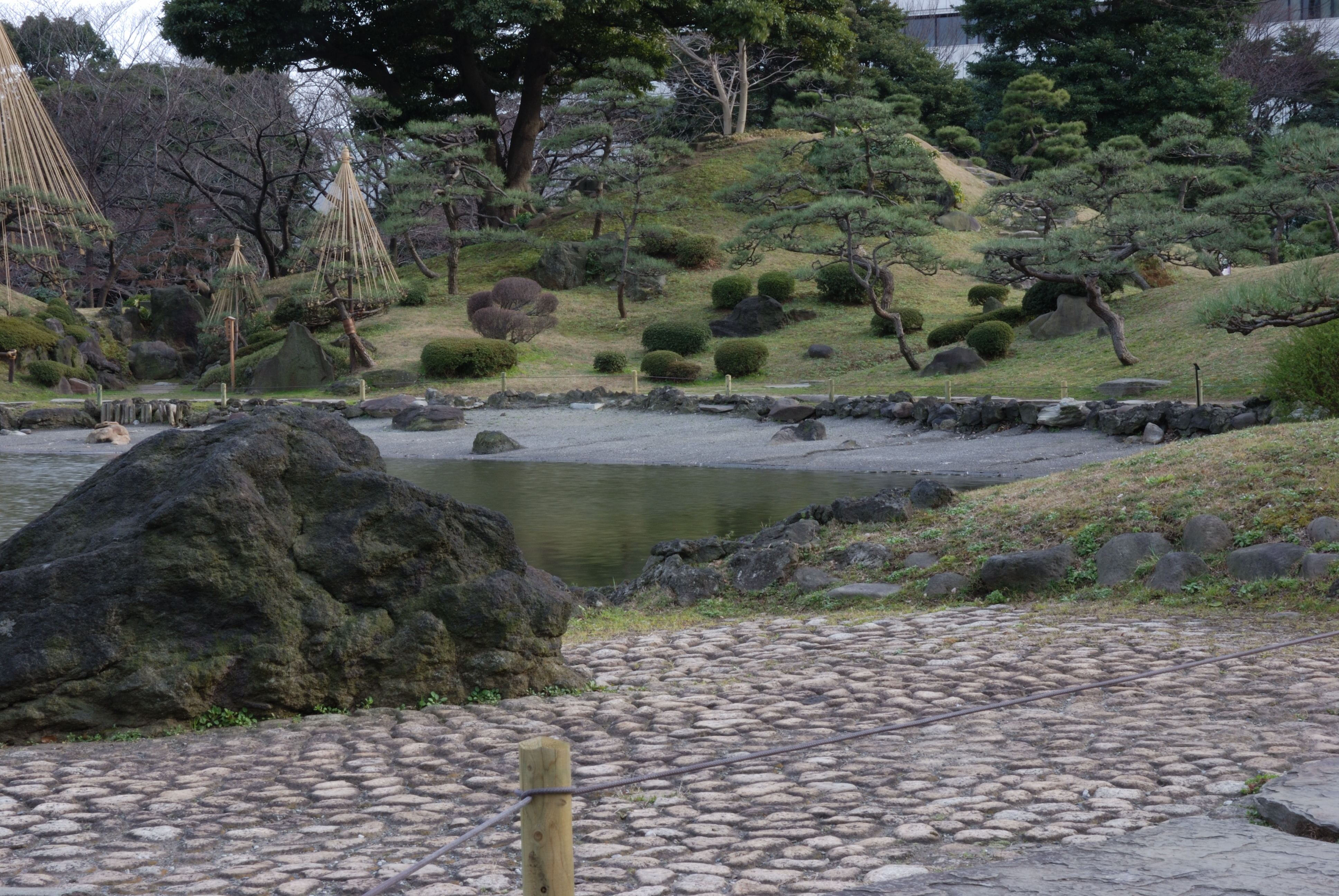
州浜を見て大山を望む

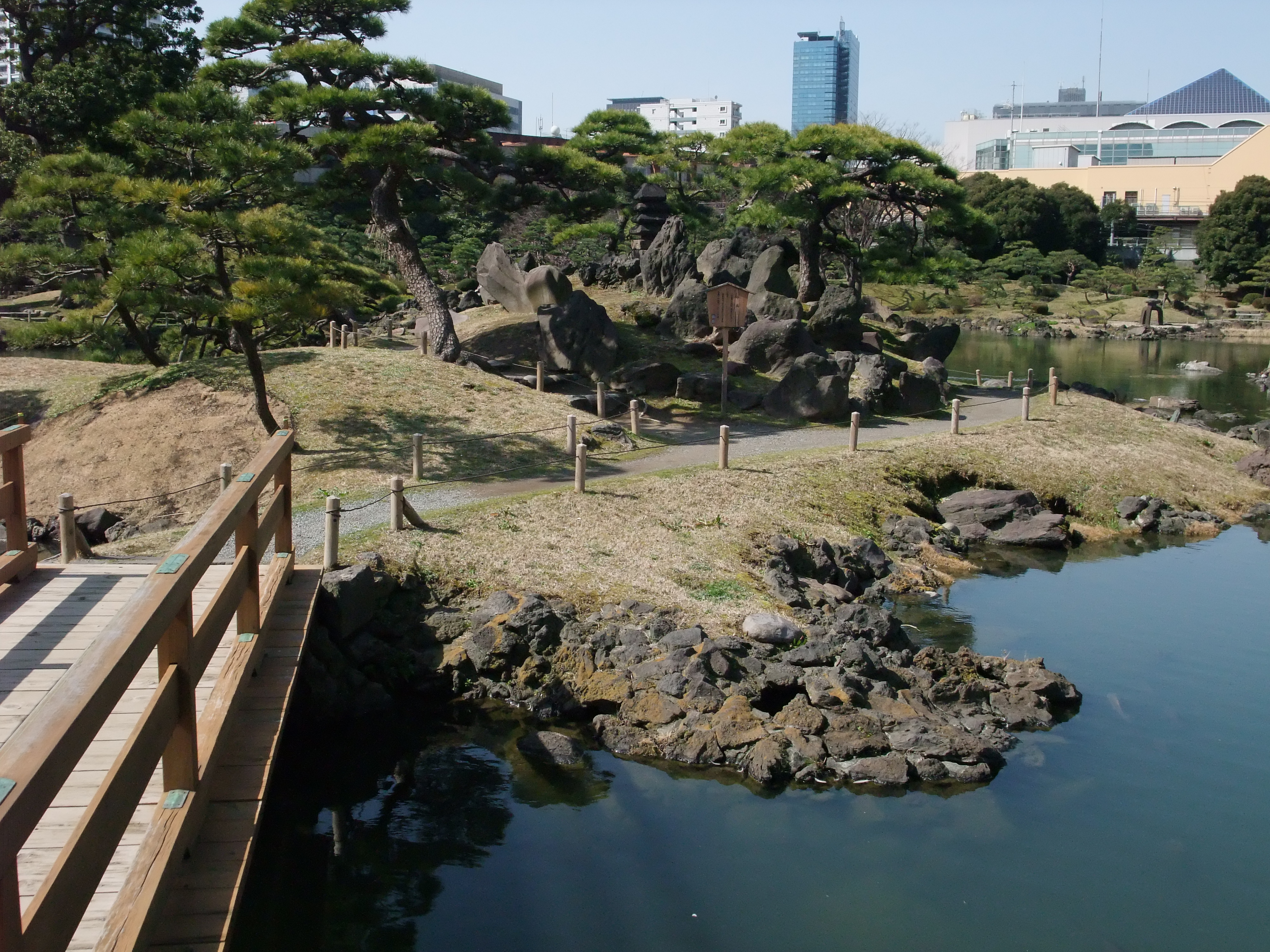
中島の蓬莱石組

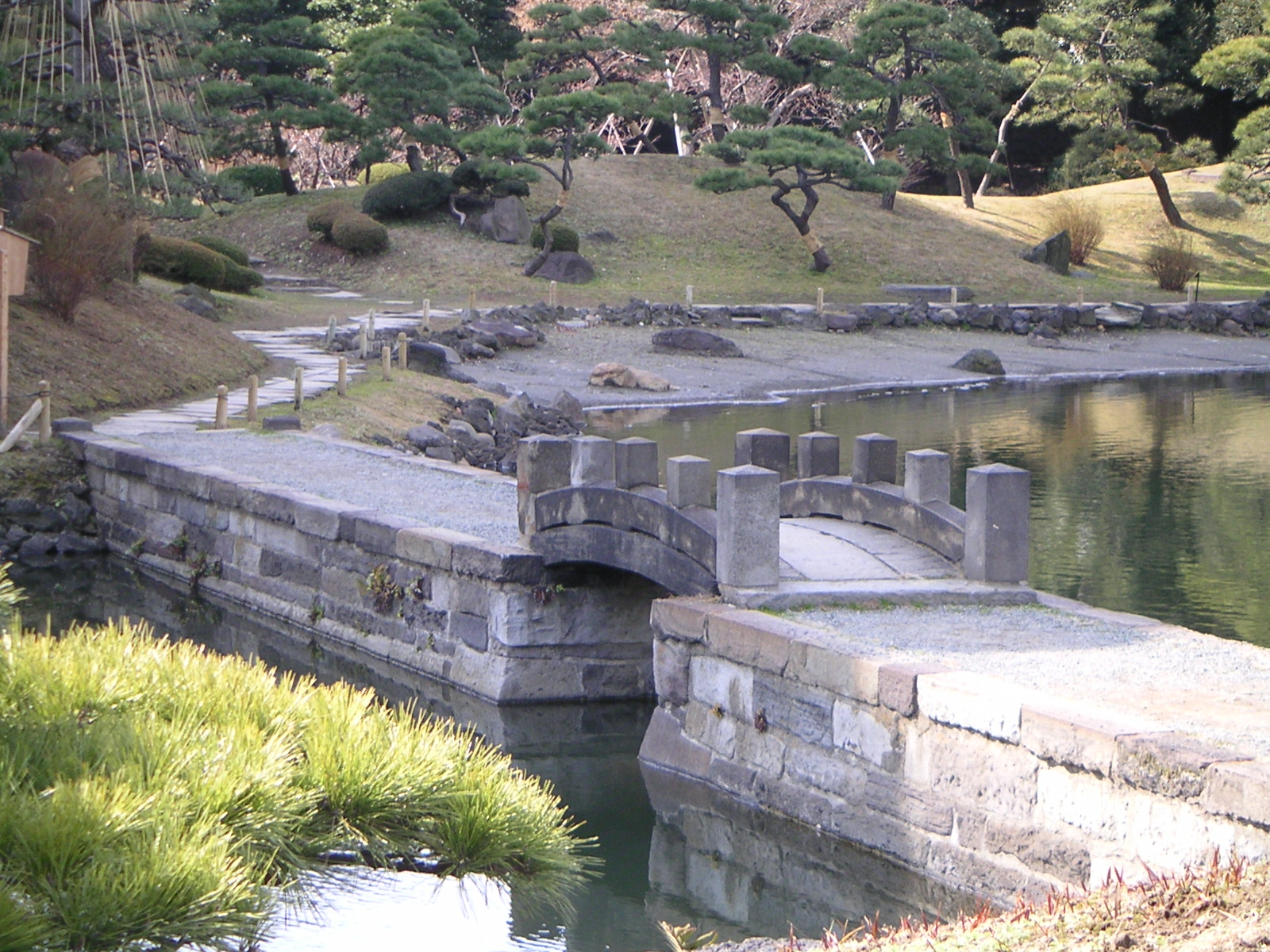
西湖堤

旧芝離宮恩賜庭園（きゅうしばりきゅうおんしていえん）は、東京都港区海岸にある都立庭園。大久保忠朝上屋敷の庭園楽寿園が始まりで、宮内庁管理の離宮を経て、大正13年（1924年）東京市に下賜され、旧芝離宮恩賜庭園として公開された。

## 歴史
寛永時代（1624〜1644年）の中頃、伊予松山藩および陸奥会津藩初代藩主・加藤嘉明に与えられ、後に、小田原藩・大久保家の控邸となり、次ぎに、清水家に移り、維新前は紀伊藩の浜屋敷となったが、明治4年（1871年）3月より、有栖川宮の邸となり、明治8年（1875年）8月、皇太后宮非常御立退所として宮内省へ収められた。
旧芝離宮恩賜庭園に関する貴重な資料『楽壽園』が、庭園研究の権威である龍居松之助に寄って発見され、これによると、元禄以前、貞享年間（1684〜1688年）に庭園は既に存在していたことが判明した。庭園は元禄年間（1688〜1704年）に、当時の老中大久保忠朝が藩地小田原の庭師に依頼して作庭されたと伝えられている。庭園は回遊式潮入林泉で、壮大な石組みは無いが、地割に苦心の跡が見受けられる、江戸時代の名園である。
明治40年（1907年）発行の『東京案内』によれば「明治9年（1876年）2月10日、庭園の場所は濱崎町（現・海岸）にあり、庭園は「芝離宮」の名称で設置された」との記録がある。明治38年（1905年）、芝離宮は、南は品川湾に面し、北は新橋汽車線路に接しており、総建坪1,492坪で、日本館に平屋建の御座所、後席の間、食堂などがあった。また、2階建木造の西洋館があり、庭内には中央に2,700坪余の泉水を設け、海水を導いて泉水に入れ、泉水には三つの中島を設け橋を渡し、橋は「西湖の橋」とゆう。池の周囲には築山があり、諸石を配置して、梅樹を栽植して、山上には四阿屋があり、品川の海を見渡すことが出来る。
大正12年（1923年）の大震災により、迎賓館など歴史的な建物や庭園の桜の名木知恩院の黄桜、大提燈、嵯峨野の雪ケ谷、御室の大芝山、小芝山、清水の普賢像、御車返し、虎尾、泰山府君、奈良の八重桜などが震災により焼失してしまった。震災後、庭園は被災者の避難所に充てられたため風致が損なわれたが、その後、復旧に努め名園を復活させた。大正13年（1924年）東京市へ下賜され、その後、東京市は中坪に椎、松を植え、建物の境界には松、八ツ手、あお木などを密植した。池の縁には黒松を植え、池畔の崩れた伊豆井は取り換え、池は付近の工場汚水が侵入するので潮入りを辞めた。
昭和6年（1931年）9月26日、離宮の材料置場を改造して、排球、庭球場として有料で公開した。昭和8年（1933年）2月11日、馬場跡には弓道場を建て、弓術練習場として一般公開した。昭和8年（1933年）に明治天皇の聖蹟として文部大臣指定史跡となった。

## 主な見所
- 藤棚 - 開花は4月末頃
- 雪見灯籠 - 比較的大ぶりの雪見灯籠
- 州浜 - 砂浜を模す
- 枯滝 - 石組みにより滝を模す
- 石柱 - 忠朝が小田原藩主の頃、後北条氏に仕えた戦国武将・松田憲秀旧邸の門柱を運び入れたもの。茶室の柱として使われたと推定されている
- 西湖堤 - 中国杭州の西湖を模した堤
- 大島 - 池の中では最大の島
- 中島 - 蓬萊山を模す
- 浮島 - カモなど野鳥が集う
- 大山 - 園内で最も標高の高い山
- 根府川山 - 忠朝の藩地小田原から運び入れた火山石などからなる山
- 唐津山 - 忠朝は以前唐津藩主でもあったためその名を冠してつくった山

## 沿革
- 延宝6年（1678年） - 老中・大久保忠朝が芝金杉の地を拝領し、屋敷を構える。
- 貞享3年（1686年） - 大久保忠朝屋敷内の庭園楽寿園として作庭される。
- 文政元年（1818年） - 大久保忠真が邸地を返上、堀田正功が拝領する。
- 文政4年（1821年） - 堀田家が邸地を返上、御用屋敷となる。
- 文政6年（1823年） - 清水徳川家の下屋敷となる。
- 弘化3年（1846年） - 紀州徳川家が拝領、同家の別邸となり、芝御屋敷と称された。
- 明治4年（1871年） - 有栖川宮熾仁親王邸となる。
- 明治8年（1875年） - 英照皇太后の非常御立退所として皇室が買い上げた。
- 明治9年（1876年） - 芝離宮となる。
- 明治24年（1891年） - 迎賓館として洋館を新築。
- 大正12年（1923年） - 関東大震災で洋館焼失。
- 大正13年（1924年） - 昭和天皇の御成婚を記念し、1月に東京市（現東京都）に下賜され、園地の復旧と整備を施した後、4月20日、旧芝離宮恩賜庭園として開園。
- 昭和8年（1933年） - 史蹟指定を受ける（明治天皇聖蹟の一つ）[3]。
- 昭和23年（1948年） - 史蹟指定を解除される[4]。
- 昭和54年（1979年） - 文化財保護法により名勝指定を受ける。また、この年から入園が有料となった。

## 利用情報
- 開園時間 - 午前9時 〜 午後5時、イベント開催時は時間延長がある（入園 午後4時30分まで）[1]
- 休園日 - 年末年始（12月29日 〜 1月3日 ）[1]
- 入園料 - 一般 150円（70円）、65歳以上 70円（50円）、小学生以下 無料、中学生（都内在住、在学）無料、身体不自由者 無料、カッコ内は20名以上の団体[1]
- 年間パスポート - 一般 600円、65歳以上 280円[1]
- 年間パスポート（9庭園共通） - 一般 4,000円、65歳以上 2,000円（都立文化財9庭園 浜離宮恩賜庭園、旧芝離宮恩賜庭園、小石川後楽園、六義園、旧岩崎邸庭園、向島百花園、清澄庭園、旧古河庭園、殿ヶ谷戸庭園）[1]
- 無料公開日 - みどりの日（5月4日）、都民の日（10月1日）[1]
- 弓道場（和弓） - 午前9時 〜 午後4時、1時間140円、道具持参、指導員無し[1]
- 無料庭園ガイド - 土・日曜日（午後2時）[1]
- サービスセンター - 旧芝離宮恩賜庭園サービスセンター 港区海岸1-4-1（TEL 03-3434-4029）[1]

## 花暦情報
- 1月 - ロウバイ（蝋梅）、スイセン（水仙）[1]
- 2月 - スイセン、ウメ（梅）[1]
- 3月 - スイセン、ウメ、ボケ（木瓜）、サクラ（桜）、ユキヤナギ（雪柳）[1]
- 4月 - サクラ、ユキヤナギ、ハナカイドウ（花海棠）、ツツジ（躑躅）、シャクナゲ（石楠花）、フジ（藤）[1]
- 5月 - ツツジ、シャクナゲ、フジ、サツキ（皐月）[1]
- 6月 - ハナショウブ（花菖蒲）、アジサイ（紫陽花）、インドハマユウ（インド浜木綿）、サツキ[1]
- 7月 - アジサイ、サルスベリ（百日紅）[1]
- 8月 - サルスベリ、ハギ（萩）、ヒガンバナ（彼岸花）[1]
- 9月 - ハギ、ヒガンバナ、キンモクセイ（金木犀）[1]
- 10月 - キンモクセイ、ツワブキ（石蕗）、ニシキギ（錦木 紅葉）[1]
- 11月 - ツワブキ、ニシキギ、ハゼノキ（櫨の木 紅葉）、モミジ（紅葉）（雪吊り、冬囲い）[1]
- 12月 - ニシキギ、ハゼノキ、モミジ（雪吊り、冬囲い）[1]

## 交通案内
- 鉄道 - JR山手線・京浜東北線 - 浜松町駅北口より徒歩約1分[1]
- 地下鉄 - 都営浅草線・大江戸線 - 大門駅より徒歩約3分[1]
- 駐車場 - 無し[1]